# Cedric Bozeman
Cedric Rudolph Bozeman (Los Angeles, 7 marzo 1983) è un ex cestista statunitense.

## Palmarès
- McDonald's All-American Game (2001)